# Železniční trať Moravské Budějovice – Jemnice
Železniční trať Moravské Budějovice – Jemnice (v jízdním řádu pro cestující označená číslem 243) je jednokolejná regionální trať, která byla zprovozněna v roce 1896. Dne 24. července 1996 byla tato železniční trať prohlášena Ministerstvem kultury za kulturní památku České republiky.

## Historie
Projekt na výstavbu nové trati vypracovali v roce 1886 profesoři Vysoké školy technické v Brně – ing. Alfred Lorenz a ing. Johann Brik. Trať Moravské Budějovice – Jemnice byla přitom jen malým úsekem plánované rozsáhlejší železniční sítě na jihozápadní Moravě, zbylé části však nebyly nikdy dokončeny. Původním záměrem bylo propojení Rakouské severozápadní dráhy a Dráhy císaře Františka Josefa, a to v trase Moravské Budějovice – Jemnice – Slavonice – Nová Bystřice – Třeboň. Spolu se dvěma odbočkami (Slavonice – Dačice – Telč – Kostelec a Slavonice – Waidhofen – Schwarzenau) měla projektovaná trať dosáhnout délky 92,542 km. Vlaky po ní měly dosahovat rychlosti nejvýše 25 km/h.
Zahájení výstavby však zpožďoval nedostatek financí i nízká podpora úřadů a obcí. Stavební práce alespoň v úseku Moravské Budějovice – Jemnice proto započala rakouská firma E. Gross a spol. až 1. října 1895. Vedoucím výstavby byl ing. Hollenia, stavbyvedoucími se stali Italové Leonardo Albertini, Betta Giovanii a Pietro Corvelin. Ve dnech 6. – 7. listopadu 1896 byly provedeny technické zkoušky trati a 8. listopadu 1896 proběhlo velkolepé slavnostní otevření a uvedení do provozu.
Dopravu na novém úseku měla na starosti Rakouská severozápadní dráha, prakticky od počátku však význam trati nedosáhl takové úrovně, jaký se předpokládal. Důvodem bylo nedokončení původního projektu celé železniční sítě, ale i dostavba dalších „konkurenčních“ tratí. Proto se zde správci snažili šetřit a omezovat provoz, proto se na této trati jen pomalu prosazovala technická vylepšení. Pro stále se zhoršující finanční situaci byla nakonec 1. ledna 1925 místní dráha převzata do majetku československého státu. trať pak spravovaly Československé státní dráhy.
Po roce 1945 opět ožily snahy o prodloužení místní trati až do Dačic, aby bylo umožněno následné propojení železnice z Českých Budějovic do Brna. Tyto plány však byly do roku 1950 opuštěny. Poslední parní lokomotiva jezdila na této trati v červenci roku 1974 (první motorové vlaky se na trati objevily již v roce 1930).
Spojení Jemnice—Jindř. Hradec, které má být uskutečněno stavbou železnice přes Dačice, Telč, Studenou a Strmilov, se stává aktuálním požadavkem nejen Jemnicka, Dačicka, Telečska a Jindřichohradecka, ale i celé jižní Moravy a jižních Čech. Uskutečnění stavby tohoto úseku jako součásti celé plánované dálkové dráhy Brno—J. Hradec—Čes. Budějovice v pětiletce bude prosazováno. Usnesl se na tom jednomyslně výbor pro postavení dráhy Brno—J. Hradec—Čes. Budějovice za souhlasu a podpory 8 zúčastněných ONV a 3 poslanců ÚNS na své poslední schůzi v Jindř. Hradci dne 9. t. m. Projektem se zabývalo již i min. dopravy z jehož mapových nákresů probíhá trať následovně: z Jemnice přes Želetavku Podolím na obec Louku, mezi Manešovicemi a Budíškovicemi na Vlažinku a přes Borek údolím Vápovky do Dačic. Využívá se potom stávající tratě Cejle, Kostelec—Slavonice v úseku z Dačic do Telče, odkud vyvádí obloukem severně města na Krahulčí, Mrákotín, Praskolesy, Bolíkov, Studenou, Skrýchov, Horní Němčice, Horní Meziříčko, Malý Jeníkov do Strmilova a dále do Čech na Jindř. Hradec. Návrh ministerstva dopravy je tedy odlišný, v některých úsecích od návrhu zemského studijního a plánovacího ústavu v Brně, který byl již dříve vypracován. Je ovšem samozřejmé že oba tyto návrhy budou zkorigovány v generálním a detailním projektu, na nichž se pracuje.
Stráž na Dyji, 12. 12. 1947

## Provoz
Provoz pravidelných osobních vlaků Českých drah byl ukončen 31. prosince 2010. Už 22. ledna 2011 ale na trať vyjel mimořádný vlak společnosti Jindřichohradecké místní dráhy (JHMD) a začalo se uvažovat o obnovení provozu od června 2011. Dne 23. května 2011 bylo ohlášeno, že radnice Jemnice a Moravských Budějovic mají zájem alespoň o víkendový provoz osobních vlaků. Vlaky, objednané městem Jemnice u společnosti JHMD v červenci a srpnu 2011 na dráhu opravdu vyjely.[zdroj?]
Od konce roku 2011 začal u dopravce České dráhy objednávat na trati příležitostné vlaky Spolek pro veřejnou dopravu na jihozápadní Moravě (SVD-JZM). Prvním takto vypraveným vlakem byla Mikulášská jízda dne 4. prosince 2011, při které bylo zároveň vzpomenuto 115. výročí zahájení provozu. Tato praxe pokračovala i v letech 2012 a 2013, ve kterých se pod hlavičkou SVD-JZM podařilo na trati uskutečnit několik příležitostných jízd, které se postupem času staly tradicí. Kromě Mikulášských jízd se oblíbenými staly například vlaky vypravované k příležitosti slavnosti Barchan. Dne 2. června 2013 byl ve spolupráci SVD-JZM a společnosti Telčské místní dráhy a za podpory fondů EU vypraven u příležitosti mezinárodní akce „Za poznáním k sousedům“ do Jemnice parní vlak. V závěru roku 2013 SVD-JZM kupuje vlastní lokomotivu typu „Zastal“ a dva vozy typu Dak a zahajuje jejich rekonstrukci s cílem provozování tzv. Výletního vlaku na této trati.
V roce 2014 opět město Jemnice objednává prázdninový víkendový provoz, tentokrát u firmy Railway Capital. 30. srpna 2014 vyráží na první veřejnou jízdu rovněž Vyhlídkový vlak SVD-JZM. Příležitostné jízdy Vyhlídkového vlaku SVD-JZM a prázdninového provozu motorových vozů řady 810 společnosti Railway Capital probíhaly až do konce roku 2017.
Dne 26. srpna 2016 byla na nádraží v Jemnici uspořádána slavnost k příležitosti 120. výročí zahájení provozu na trati s mimořádnými jízdami osobních i nákladních vlaků, doplněná tematickými výstavami v Jemnici a Moravských Budějovicích. Při všech těchto příležitostech byla zejména ze strany města Jemnice deklarována snaha po obnovení pravidelného provozu na trati.

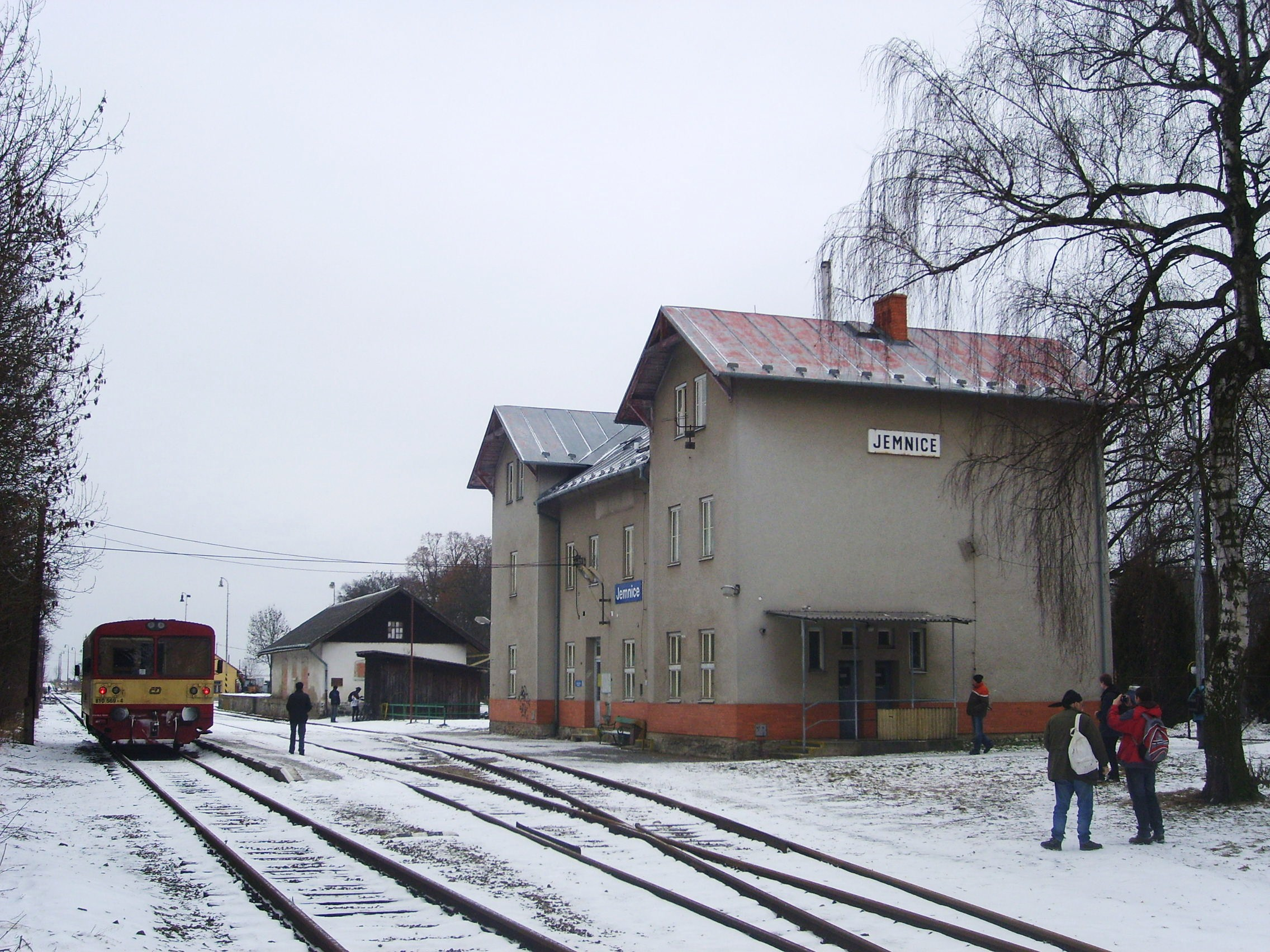
Jemnice v prosinci 2010, několik dní před ukončením provozu

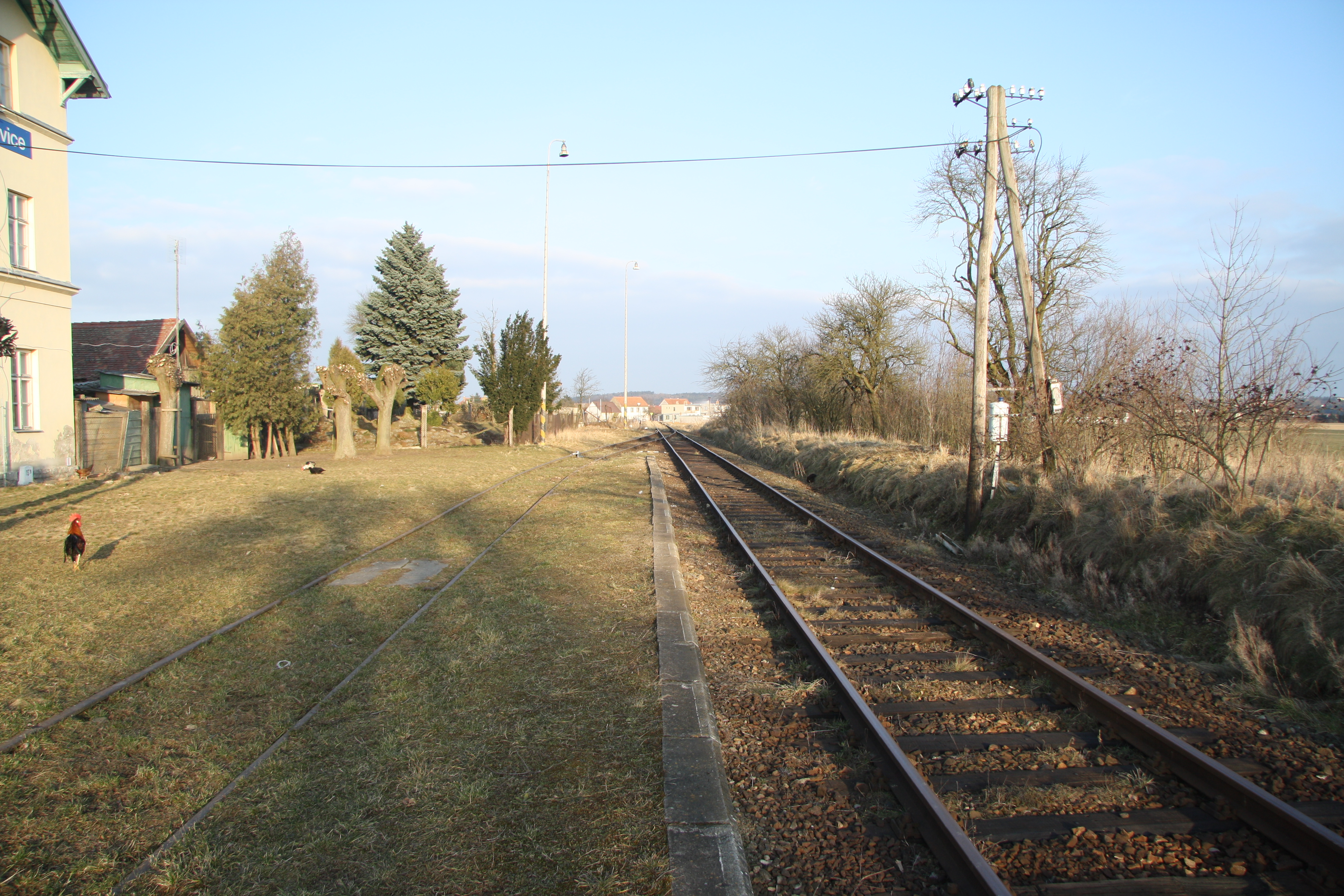
Trať u třebelovické zastávky

Správa železniční dopravní cesty nabídla v roce 2017 trať k prodeji za vyhláškovou cenu 94 milionů Kč. V prvním kole nikdo o trať neprojevil zájem, v druhém kole byla nabídnuta trať za běžnou tržní cenu, která se pohybovala kolem 8,3 milionu Kč. Město Jemnice projevilo zájem o pokračování provozu na trati, ale neuvažuje o jejím zakoupení. Pokud nebude zájem o trať ani ve druhém kole, bude trať nabídnuta Ministerstvu obrany ČR pro strategické využití při obraně státu. Pokud to nebude mít zájem, mohou města požádat o bezúplatný převod, pokud to se nepovede, dojde k likvidaci trati. Město Jemnice by mělo zájem o bezúplatný převod. Společnost Railway Capital zmínila, že příští rok se očekává krajská objednávka dopravy u Českých drah, kraj to však nepotvrdil.
V prosince 2017 bylo oznámeno, že kraj objednal nové jízdy vlaků o víkendech a svátcích, od Velikonoc do svátku Všech svatých. Jízdy měly být zahájeny nejpozději v červnu roku 2018. Krajský úřad chtěl smlouvu se společností Railway Capital uzavřít na 5–10 let. Správa železniční dopravní cesty byla městem Jemnice požádána, aby přerušila plánovaný prodej trati. Plánována byla i nákladní doprava a zachování výletních vlaků spolku pro veřejnou dopravu na jihozápadní Moravě. Železniční trať zůstala od roku 2018 v majetku státu, tak mohla být zachována nákladní i osobní doprava. V březnu roku 2018 byla obnovena pravidelná víkendová doprava, kdy provozovatelem byla společnost Railway Capital, objednavatelem byl stát. Vlaky jezdily od Velikonoc do prvního víkendu v listopadu, šlo o tři páry pravidelných vlaků, v létě byl městem Jemnice objednán čtvrtý pár vlaků. Kraj Vysočina dopravu také podpořil.
V roce 2019 společnost Railway Capital začala svážet kůrovcem poničené dřevo z okolních lesů s využitím tratě, nakládalo se alespoň 25 vagonů dřeva týdně, provoz měl trvat alespoň dva roky. Nakládalo se na nádražích Třebelovice a Jemnice, sváželo se na nádraží Moravské Budějovice. Následně se dřevo odváželo do Rakouska na zpracování. Od 19. dubna 2019 se opět obnovil i osobní provoz, ten trval v roce 2019 do 2. listopadu. V létě roku 2020 byl opět obnoven letní provoz na železniční trati, počátek provozu osobní dopravy byl stanoven na 30. května.
V roce 2021 bylo oznámeno, že trať by měla být od roku 2024 zakonzervována. Okolní města a vesnice však s konzervací trati nesouhlasí, protože je celoročně využívána nákladní dopravou.

## Navazující tratě

### Moravské Budějovice
- Trať 241 Znojmo – Moravské Budějovice – Okříšky

## Stanice a zastávky

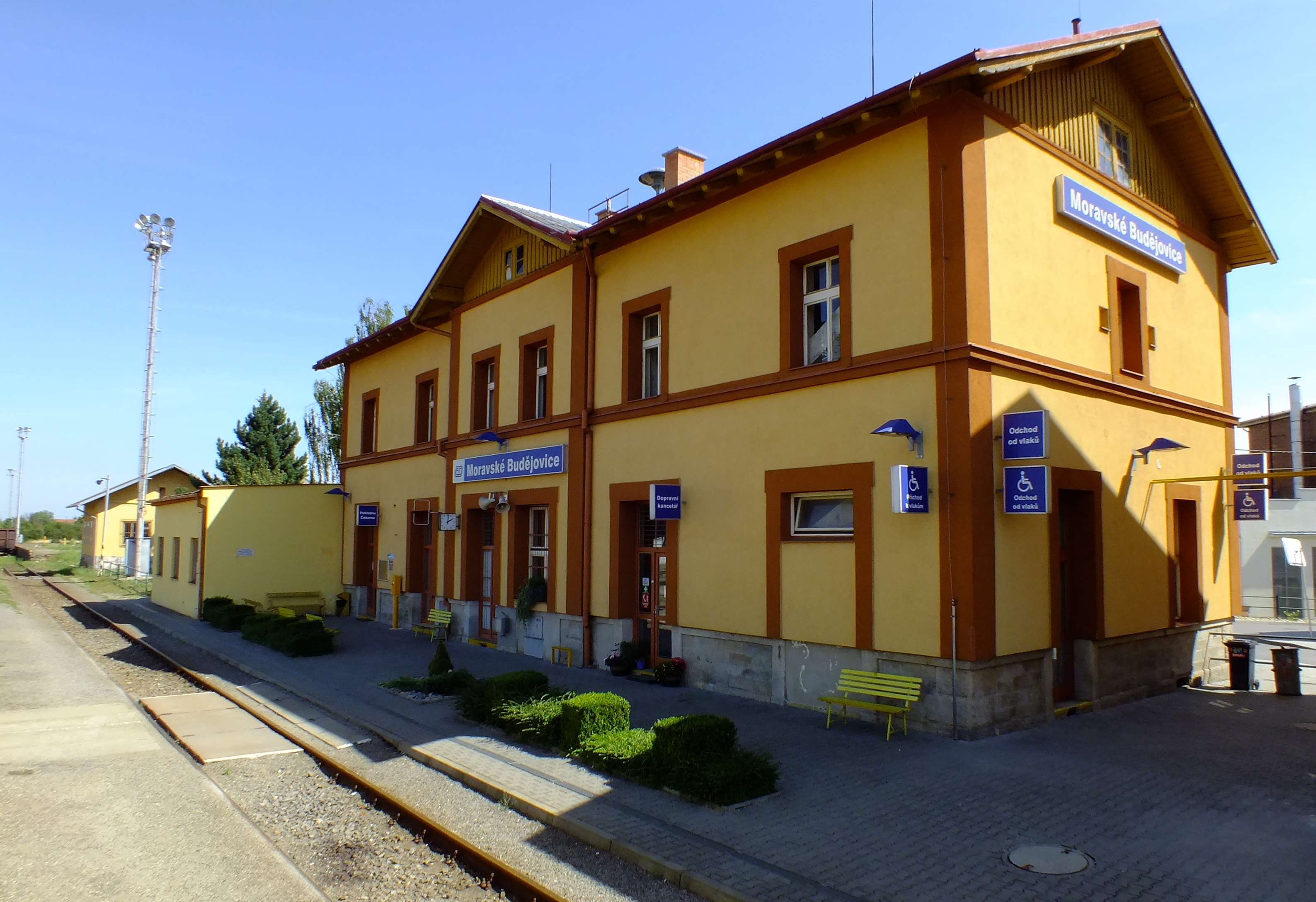
Moravské Budějovice
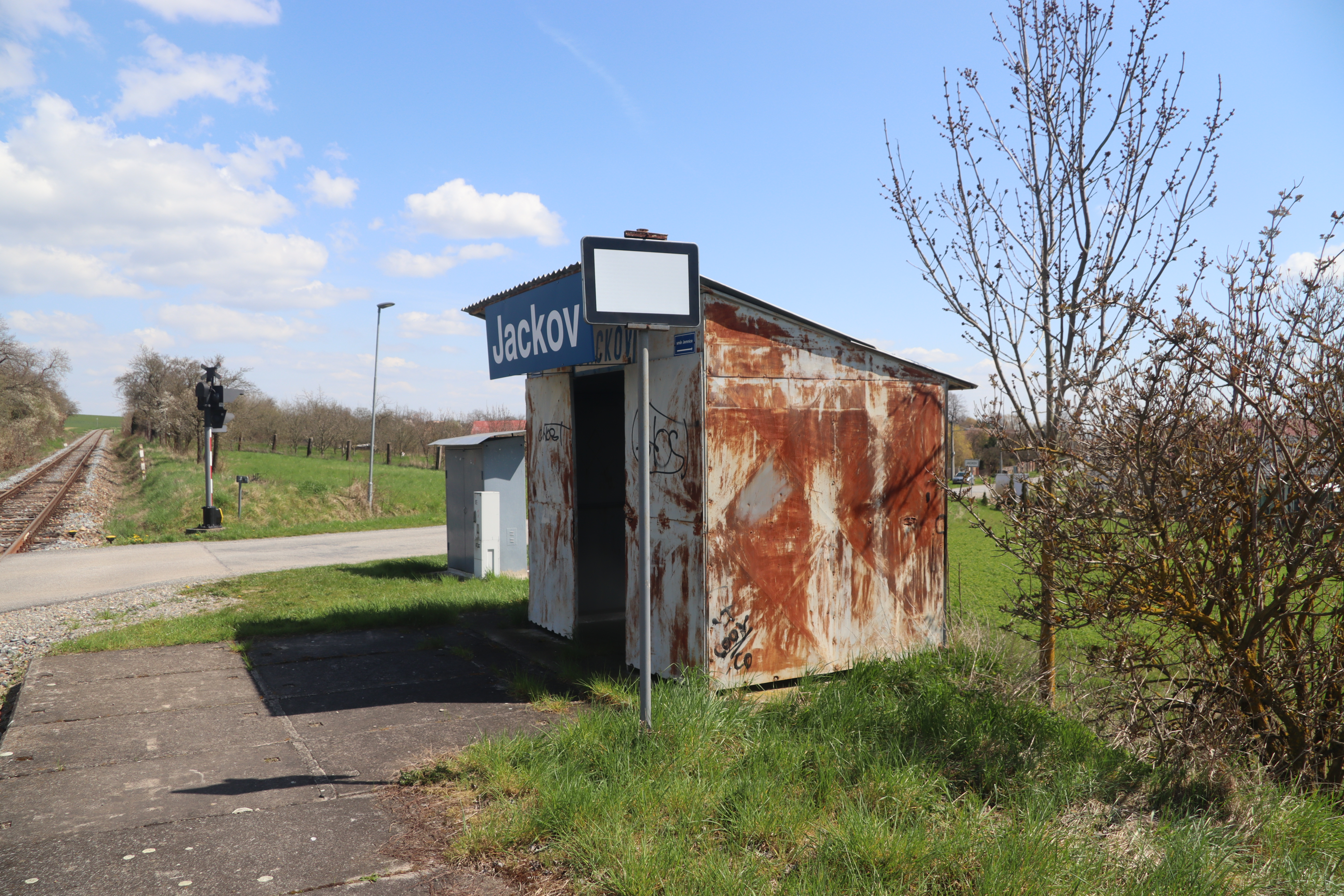
Jackov
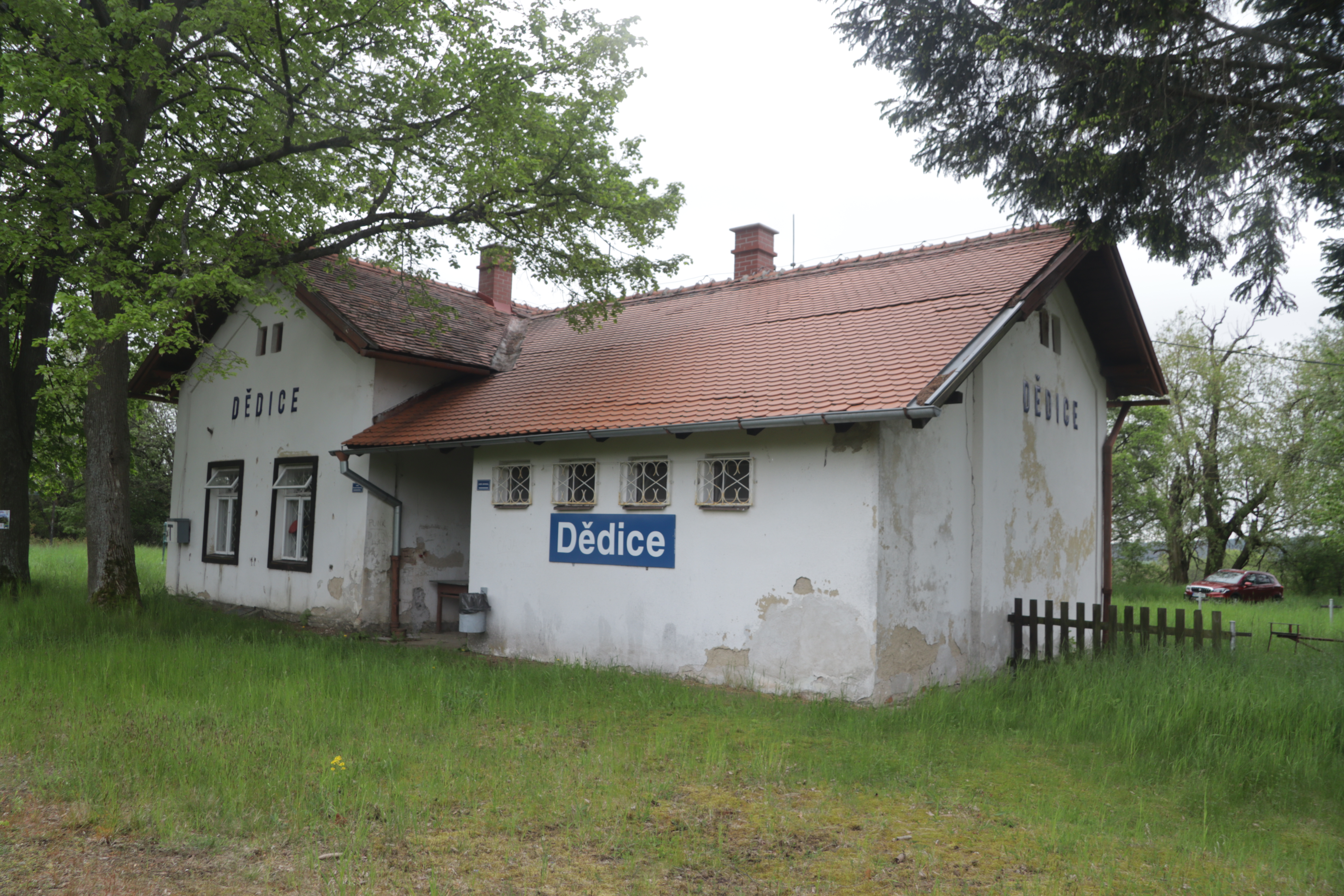
Dědice
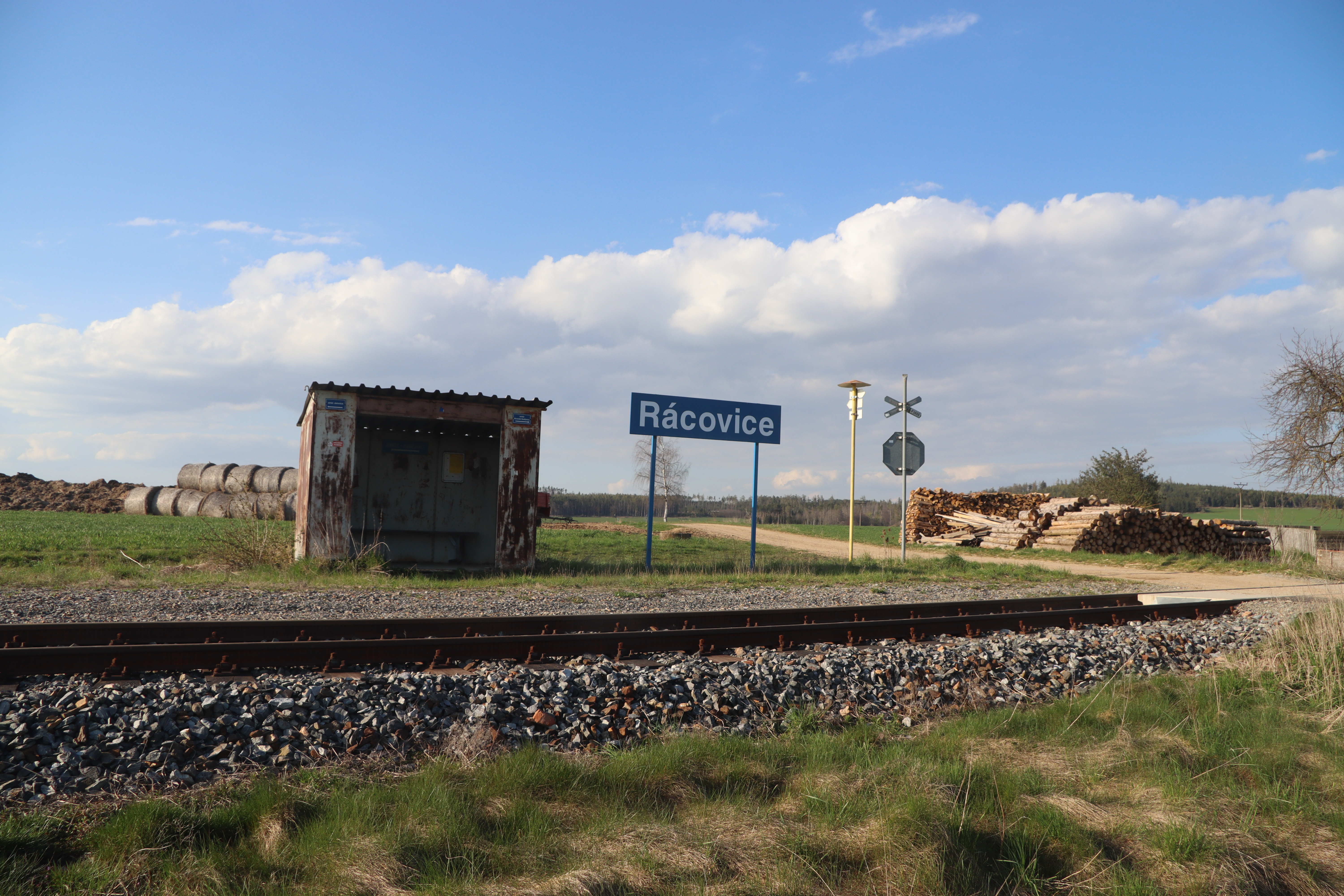
Rácovice
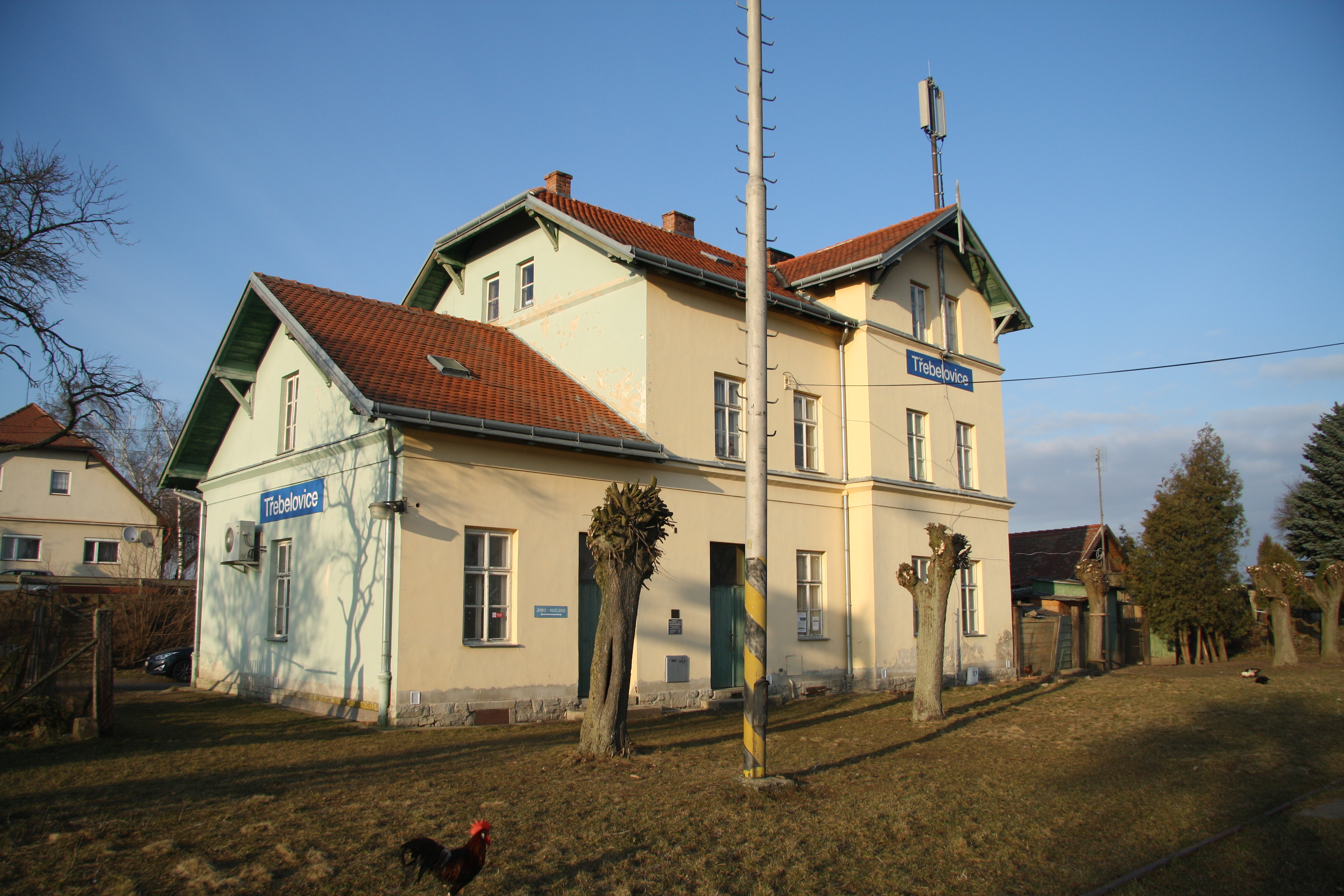
Třebelovice
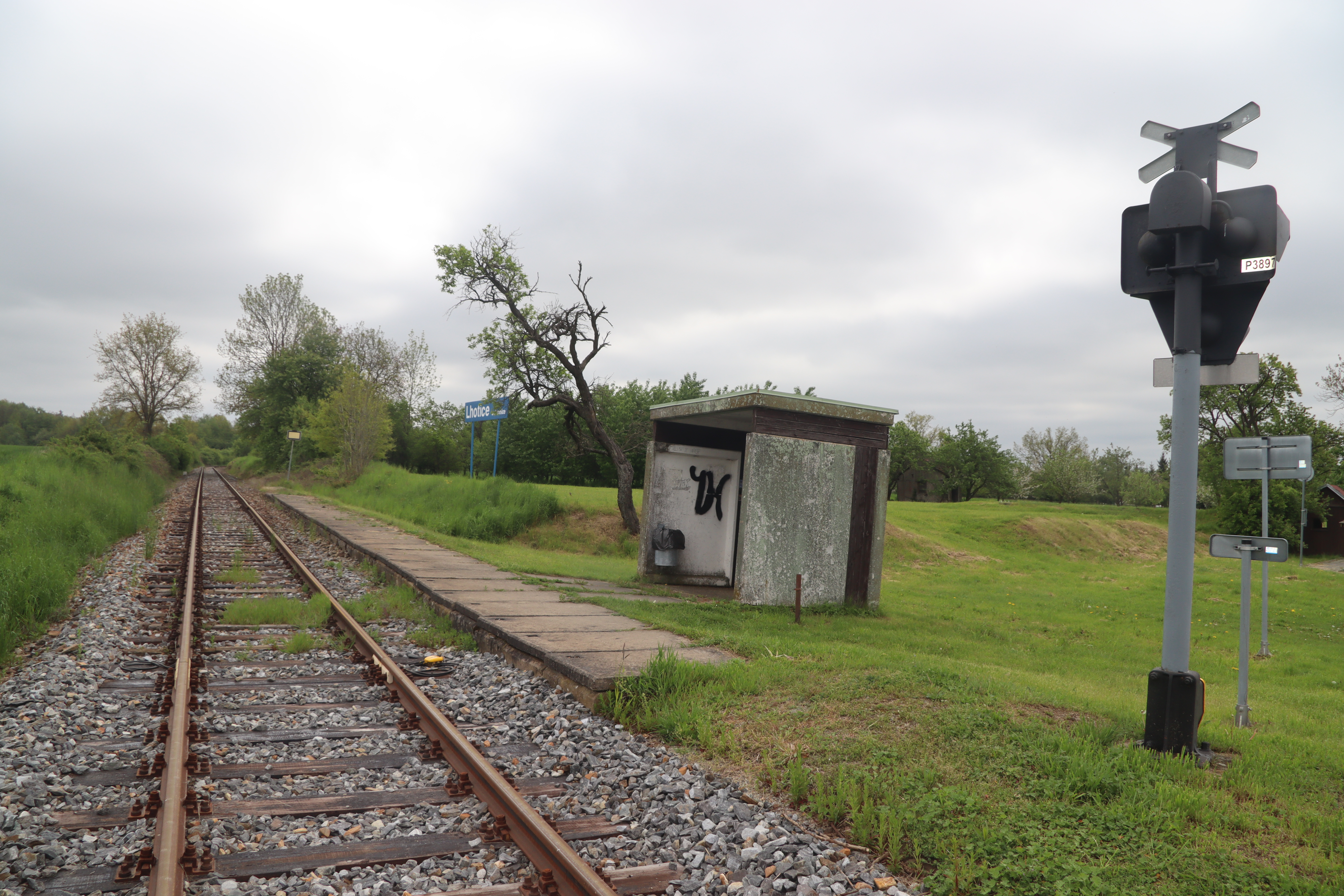
Lhotice u Jemnice
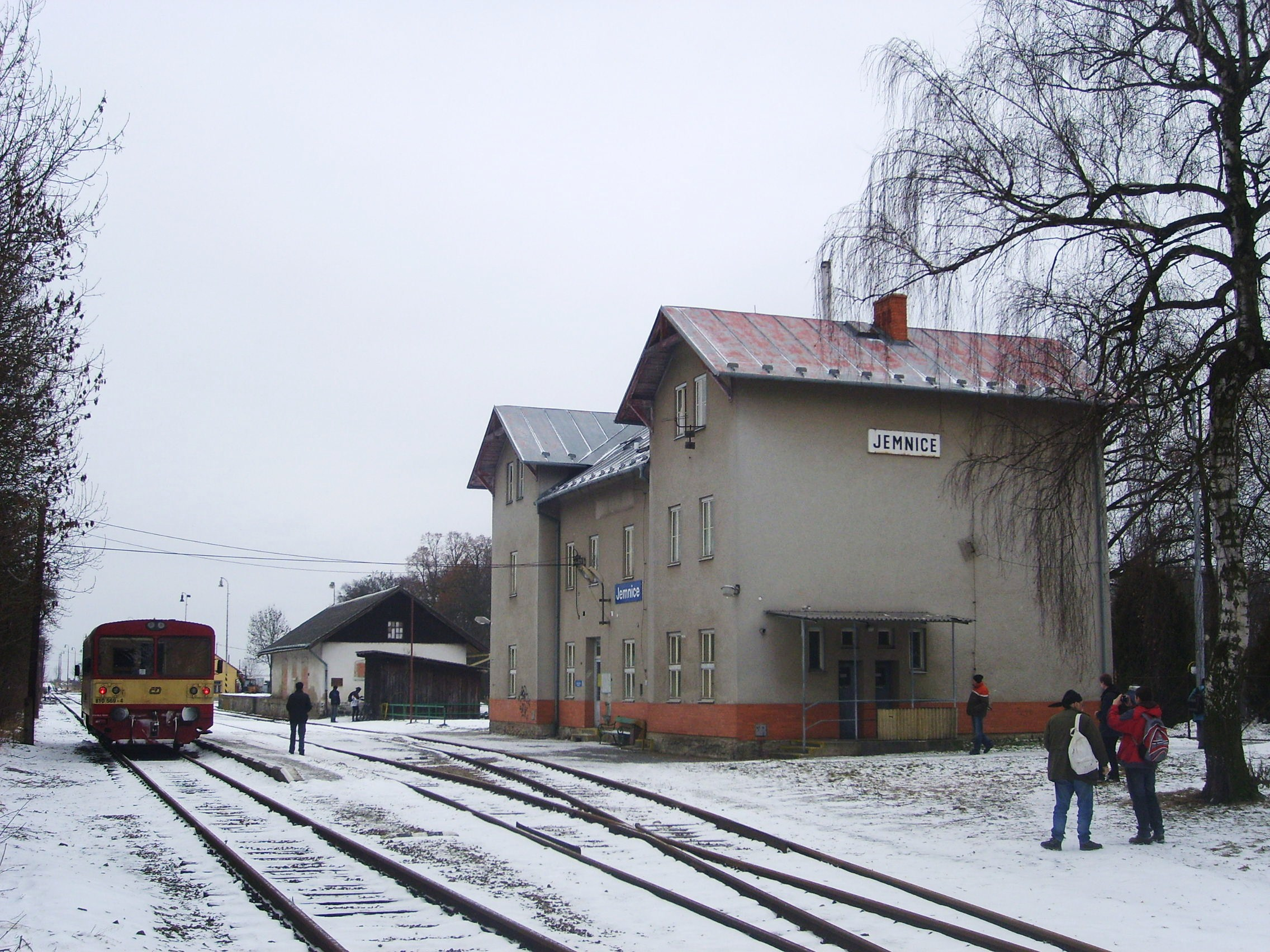
Jemnice